# Vanessa Bell
Vanessa Bell (ur. 30 maja 1879, zm. 7 kwietnia 1961) – angielska malarka, członkini Bloomsbury Group, siostra Virginii Woolf.

## Początki życia
Vanessa Stephen, najstarsza córka Leslie Stephena i Julii Prinsep Jackson przyszła na świat przy Hyde Park Gate 22 w Londynie, gdzie mieszkała do roku 1904. Kształciła się w domu. Od rodziców pobierała nauki języków, matematyki i historii, a Ebenzer Cook był jej nauczycielem rysunku, zanim rozpoczęła naukę w szkole sztuki sir Arthura Cope'a w roku 1896. Następnie w 1901 roku Vanessa kontynuowała naukę na Akademii Królewskiej.

## Życie i działalność w Bloomsbury Group
Po śmierci rodziców w latach 1895 i 1904 Vanessa przeniosła się do Bloomsbury razem z siostrą Virginią oraz braćmi Thoby'm (1880–1906) i Adrianem (1883–1948), gdzie rozpoczęła się działalność Bloomsbury Group – angielskiej grupy intelektualistów.
W 1907 roku Vanessa poślubiła Clive'a Bella, któremu urodziła dwóch synów: Juliana (który zmarł w 1937 roku podczas wojny domowej w Hiszpanii) i Quentina. Para tworzyła związek otwarty, oboje mieli kochanków. Vanessa związana była między innymi z Rogerem Fry'em oraz malarzem Duncanem Grantem, któremu urodziła córkę Angelicę, którą usynowił i wychował Clive Bell. Mąż Vanessy również nie szczędził sobie romansów. Jego kochanką była pisarka i artystka Mary Hutchinson.
Vanessa, Clive, Duncan Grant i jego kochanek David Garnett przenieśli się na wieś do Sussex, na krótko przed wybuchem I wojny światowej. Zamieszkali w miejscowości Charleston, gdzie Vanessa i Grant tworzyli dla zakładów Omega, utworzonych przez Rogera Fry'a.
Jej pierwsza indywidualna wystawa odbyła się w zakładach Omega w 1916 r.
Vanessa Bell jest uważana za jedną z głównych przedstawicielek brytyjskiego malarstwa pejzażowego i portretowego XX w. 